# 三浦峠信号場
三浦峠信号場（みうらとうげしんごうじょう）は、かつて樺太豊栄郡白縫村に存在した鉄道省樺太東線の信号場である。

## 歴史
- 1945年（昭和20年）
  - 1月15日 - 樺太東線の信号場として開業[1]。
  - 8月 - ソ連軍が南樺太へ侵攻、占領し、信号場も含め全線がソ連軍に接収される。
- 1946年（昭和21年）
  - 2月1日 - 日本の国有鉄道の信号場としては、書類上廃止[2]。
  - 4月1日 - ソ連国鉄に編入。ロシア語駅名は「ポヤソク」。

## 隣の駅
鉄道省樺太鉄道局
樺太東線
真縫駅 - 三浦峠信号場 - 近幌駅